# Juan Sánchez de Castro

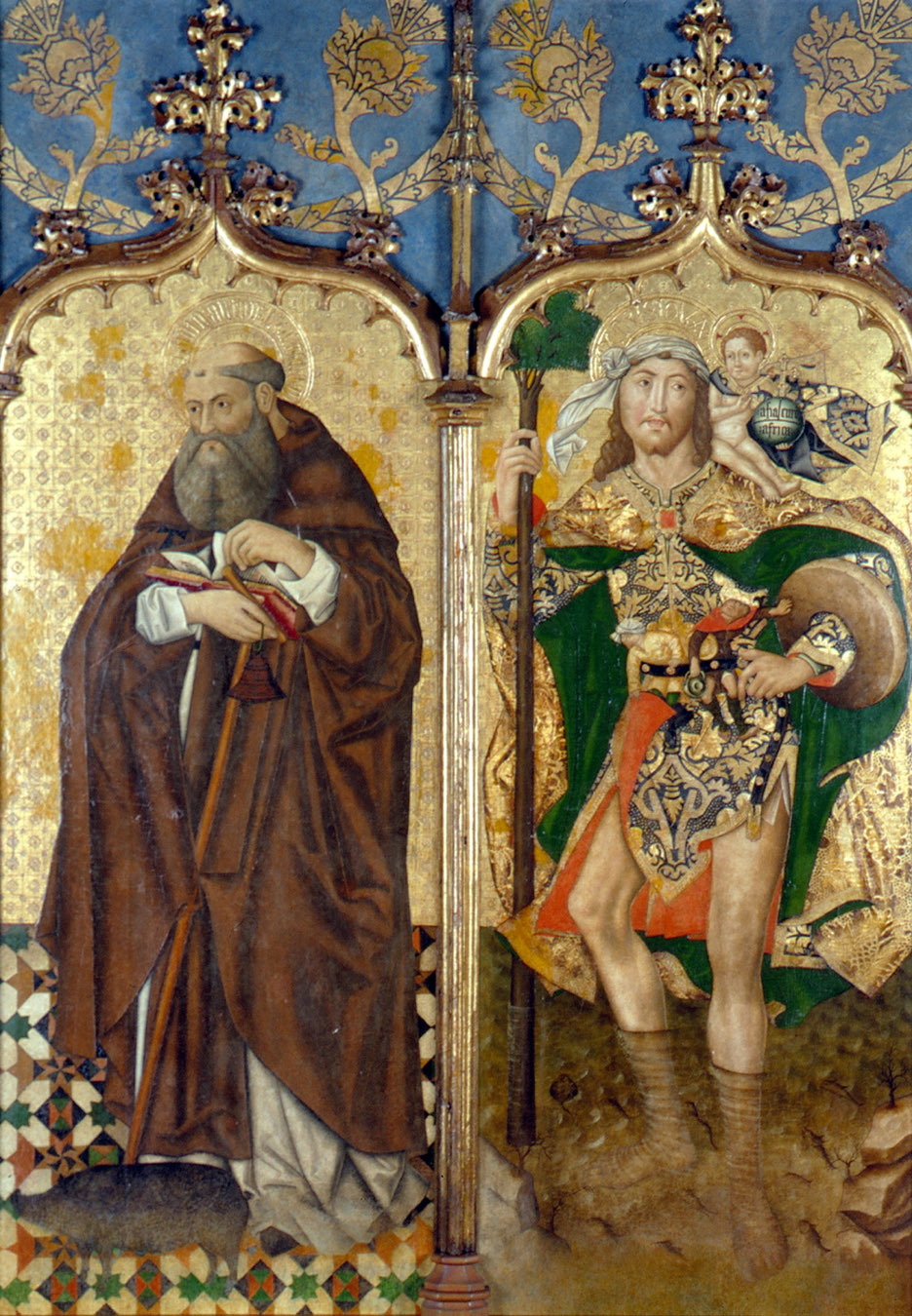
Sant Antoni Abat i Sant Cristòfol és una obra del cercle de Juan Sánchez de Castro que es troba exposada al Museu de Belles Arts de Sevilla

Juan Sánchez de Castro va ser un pintor sevillà d'estil gòtic final o de la primera fase de l'estil hispano-flamenc. Hi havia en l'època diversos pintors actius a Sevilla amb el mateix cognom, encara que d'estils molt diferents. No s'ha de confondre per tant amb Juan Sánchez de San Román, també conegut per Juan Sánchez II.
Està documentada la seva activitat a l'Alcàsser de Sevilla el 1478. Destaca dins del grup de pintors gòtics d'Andalusia. Tradicionalment és anomenat «el patriarca de la pintura sevillana».

## Obra
La seva obra mostra influència de l'estil mediterrani. De la seva obra destaca la Verge de la Llet, al Museu Nacional d'Art de Catalunya, provinent de la col·lecció privada d'Antoni Muntadas, i la Mare de Déu de Gràcia, que es troba a la Catedral de Sevilla.